# Hans Schmiterlöw
Johan (Hans) Georg Schmiterlöv, född 14 april 1686 på Rügen, död 27 oktober 1729 på överstebostället Brevik i Eksjö socken, var en svensk militär.
Hans Schmiterlöv var son till löjtnant Georg Christian Schmiterlöw och Anna Ilsabe von Krassow. Han blev kadett vid Stralsundska infanteriregementet 1702, furir där 1703, volontär vid bremiska dragonregementet samma år, sergeant vid Dückers dragonregemente 1704, kornett där 1705, löjtnant 1707, livdrabant 1709, överstelöjtnant vid Västgöta tremänningsinfanteriregemente 1714. Schmiterlöv deltog i slaget vid Holowczyn, slaget vid Poltava och deltog i den trupp som förde bort den polske legationssekreteraren i Moldova 1712. Han deltog även i kalabaliken i Bender, slaget vid Stresow, belägringen av Stralsund, blev överstelöjtnant vid Smålands kavalleriregemente 1716 och deltog i fälttåget i Norge 1718. Schmiterlöv adlades 1723 tillsammans med sina bröder och introducerades samma år. Han var 1728–1729 överste och chef för Smålands kavalleriregemente.